# 学校法人萩光塩学院
学校法人萩光塩学院（がっこうほうじんはぎこうえんがくいん）は、山口県萩市にあるカトリック系の学校法人。1952年にベリス・メルセス宣教修道女会により、学校法人光塩女子学園（東京都）の姉妹校として開設された萩光塩学院中学校・高等学校が始まりであり、1999年に独立した学校法人に移行した。学院の名前は、光塩女子学院と同様で、聖書（マタイ福音書）の一節「あなたたちは世の光です。あなたたちは地の塩です。」から。かつて、幼稚園から高等学校までを有する学校法人は山口県では唯一の存在であった（中学校から大学・短大までを有する学校法人は山口県内でも複数存在する）が、2008年4月に萩光塩学院小学校が休校となった。

## 運営教育機関
- 萩光塩学院高等学校
- 萩光塩学院中学校
- 萩光塩学院幼稚園